# Booré Akpokro
Booré Akpokro est un village de la région du N'zi au centre de la Côte d'Ivoire. Booré Akpokro est une localité du peuple Baoulé rattachée administrativement au département de Dimbokro,,.